# Вероника Маврикиевна и Авдотья Никитична
Верони́ка Маври́киевна и Авдо́тья Ники́тична — советский комический эстрадный дуэт актёров Вадима Тонкова и Бориса Владимирова, существовавший в СССР с 1971 по 1982 год.

## История
Впервые дуэт появился 1 января 1971 года в телепередаче «Терем-теремок». По сюжету, две бабуси привели своих внучат на ёлку, а сами стали судачить на разные темы.
Идея появления таких персонажей на эстраде, согласно одним источникам, принадлежит Александру Ширвиндту, а согласно другим — его придумали сами актёры. Первая жена Бориса Владимирова Элеонора Прохницкая сообщала в интервью газете «Комсомольская правда» следующее:

Владимиров играл старушку ещё в 1958 году. Он выступал тогда с монологом Ардова «Бабка на футболе». Зрители рыдали от смеха, наблюдая, как мужчина с платочком на голове о чём-то разглагольствует старушечьим голоском. Потом, уже после распада «Комсомольского патруля», Владимиров использовал однажды найденный удачный образ и создал комический дуэт, в который пригласил Тонкова.

Вадим Тонков вспоминал:

Прообразом Вероники Маврикиевны послужили вполне реальные люди, — вспоминал впоследствии Вадим Сергеевич. — Это две мои тёти плюс известная артистка Александра Александровна Яблочкина. Все они женщины были интеллигентные, любили пококетничать, глубоко порядочные, остроумные. С ними происходили постоянно какие-то комичные сцены.

Роль Авдотьи Никитичны исполнял Борис Владимиров, а Вероники Маврикиевны Мезозойской — Вадим Тонков. Эстрадный дуэт был постоянным участником «Голубого огонька» и юмористических телепередач тех лет, где исполнял и короткие репризы и целые номера. Галина Брежнева лично приглашала Владимирова и Тонкова выступить перед жёнами членов правительства на неформальном концерте. Дуэт Вероники Маврикиевны и Авдотьи Никитичны много ездил с гастролями по СССР, были и поездки в ДРА во время войны 1979—1989.
В 1978 году сыграли эпизодическую роль в детском киножурнале «Ералаш» — новелла «Царевна Несмеяна», где они пытались рассмешить её.
В 1979 году режиссёрами Валерием Харченко и Юрием Клебановым был снят фильм «Бабушки надвое сказали…» Его премьера на ЦТ состоялась 31 декабря 1979 года. По сюжету этого фильма Борис Владимиров и Вадим Тонков во время гастролей встречаются с собственными персонажами — Вероникой Маврикиевной и Авдотьей Никитичной.
Дуэт прекратил существование в 1982 году (хотя и позднее гастролировал по стране). 8 апреля 1988 года Борис Владимиров скоропостижно скончался — оторвался тромб после операции на почках. Тонков, переживший своего партнёра по сцене на 13 лет, в дальнейшем выступал в образе старушки очень редко. В образе Вероники Маврикиевны артист снялся в музыкальном фильме «Старые песни о главном 2», где в качестве его партнёрши выступала Римма Маркова, сыгравшая роль дворничихи Васильевны. Позже «Маврикиевна» появилась в программе «Классная компания». 27 января 2001 года Вадим Тонков скончался у себя в квартире от инфаркта.
Дуэт Владимирова и Тонкова построен на контрастах. «Вот находка, бабушки из разных социальных слоёв!» — писал о дебюте дуэта в телепрограмме «Терем-теремок» Александр Ширвиндт в мемуарах «Былое без дум» (1994). Владимиров изображал прямодушную, грубую, ехидную старуху с сильно выпяченной нижней челюстью, шамкающую и облизывающуюся. Старуха Владимирова постоянно задевает и высмеивает утончённую до гротеска, интеллигентную и сюсюкающую старуху Тонкова. Авдотья Никитична смеётся резким скрипучим смехом, а Вероника Маврикиевна подыгрывает ей, неизменно оставаясь в проигрыше. Оба артиста выступали в старомодных старушечьих платочках и очках в толстой роговой оправе. Кроме того, Тонков надевал под платок нелепую шляпку и парик.

## Отсылки в культуре
- Образ Вероники Маврикиевны использовал также Владимир Ворошилов в рамках телеигры «Что? Где? Когда?», где он, будучи ведущим и обладая внешним сходством с Вадимом Тонковым, несколько раз в течение нескольких лет в образе Вероники Маврикиевны задавал знатокам вопросы от ведущего в финальных играх.
- Образ Авдотьи Никитичны был перенесён на персонажа мультфильма «Бабушка удава» (1977) из цикла «38 попугаев». Как и Авдотья, кукольная бабушка-удав носит на голове белый платок и очки, и озвучил её (на манер своей героини) Борис Владимиров.
- Идея мужского дуэта, изображающего старушек, впоследствии была заимствована дуэтом «Новые русские бабки» (персонажи Матрёна и Цветочек).